# International Garden Festival

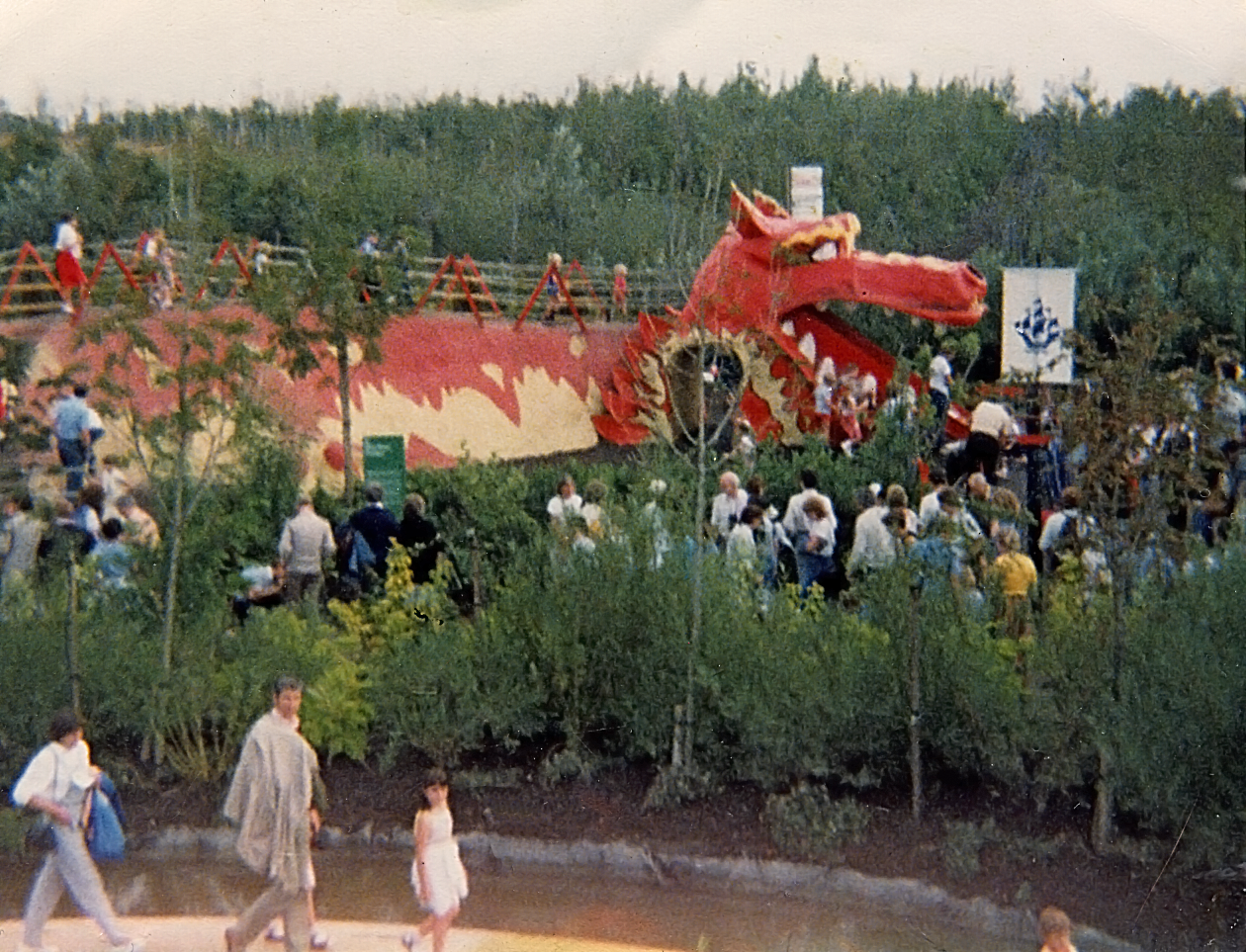
Drakenglijbaan op het International Garden Festival. Dit was het winnende ontwerp van een wedstrijd van de Blue Peter TV show.

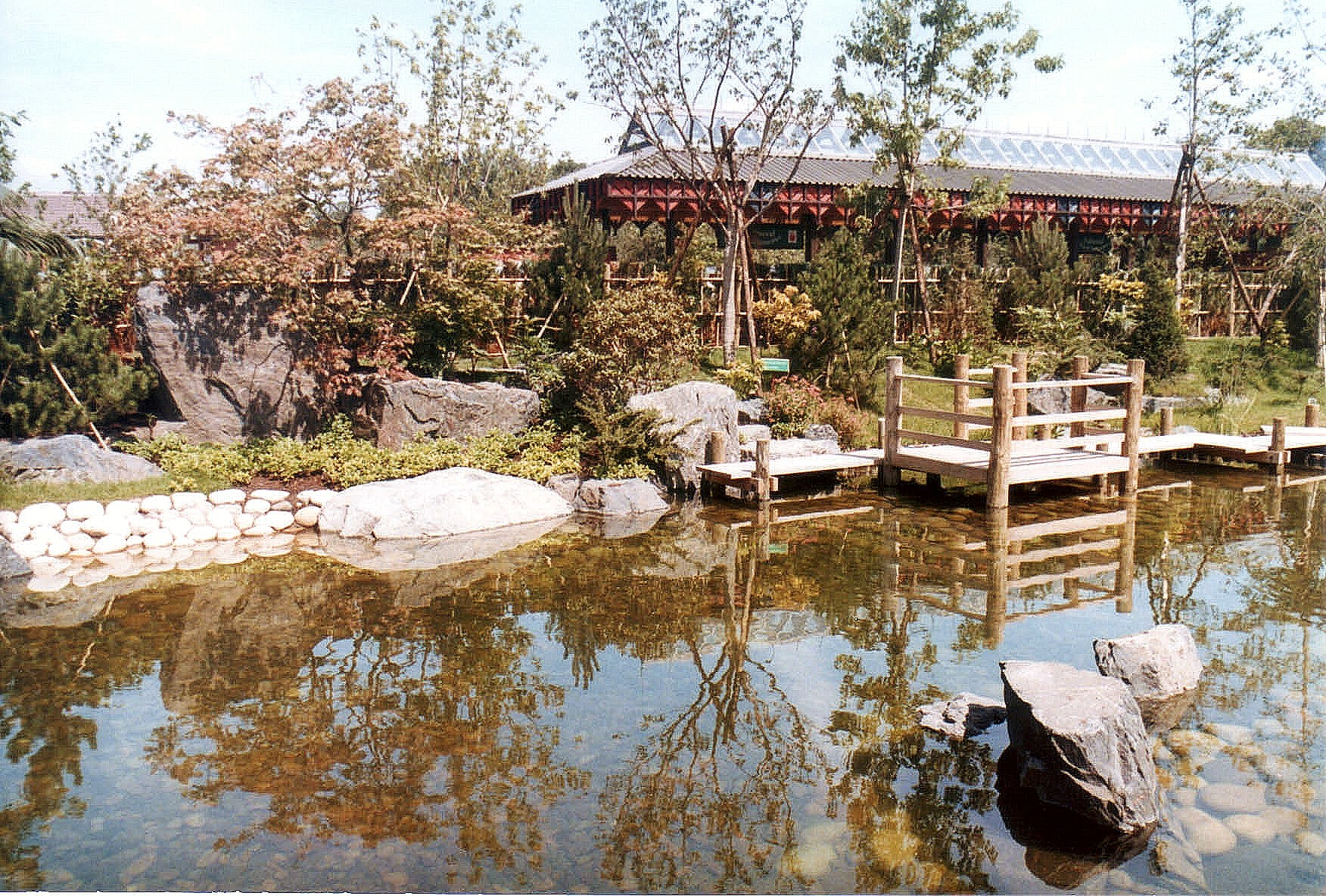
De Japansetuin

Het International Garden Festival was een door de AIPH en het Bureau International des Expositions erkende internationale tuinbouwtentoonstelling die in 1984 werd gehouden in de Engelse stad Liverpool. Het was de eerste in Groot-Brittannië en diende als voorbeeld voor vele gelijksoortige evenementen die in Groot-Brittannië in de jaren 80 en 90 van de twintigste eeuw werden gehouden. De conservatieve minister van milieuzaken, Michael Heseltine, kwam met het voorstel om de tentoonstelling te organiseren en daarmee het toerisme in Liverpool nieuw leven in te blazen na jaren van achteruitgang. Het festival bleek een publiekstrekker goed voor 3.380.000 bezoekers.

## De tentoonstelling
Het Garden Festival werd gehouden op 95 hectare vervallen industrieterrein aan de zuidkant van het Herculaneumdok bij de Dingle op de oever van de Mersey. Het terrein werd ingericht met zestig tuinen, waaronder een Japansetuin en pagoda's. Het hart werd gevormd door een grote tentoonstellingshal waar diverse binnententoonstellingen plaatsvonden. Daarnaast was er een walk of fame met vele sterren uit Liverpool, een parkspoor en vele kunstwerken. Onder de kunstwerken waren de Yellow Submarine, een beeld van John Lennon, een schip uit het tv-programma Blue Peter, het Wish You Were Here toeristen beeldhouwwerk, een kuspoort, een glijbaan in de vorm van een draak en een groot beeld van red bull.

## Het parkspoor
Een smalspoorbaan van 15 inch (381 mm) verzorgde het vervoer in het park. Het spoornet bestond uit een hoofdlijn met een aantal stations op belangrijke punten in het park en een aansluiting met een zijlijn. Het parkspoor beschikte over een grote loods en werkplaats.
Er werd flink geïnvesteerd in de aanschaf van personenrijtuigen en spoorrails. Aanvullend werden 20 zits teaken salonrijtuigen gehuurd van de Romney, Hythe and Dymchurch Railway in Kent. De aanschaf van locomotieven ging de begroting ver te boven, maar werd opgelost door pluklocs van de Romney, Hythe and Dymchurch Railway, en de Ravenglass and Eskdale Railway rijklaar te maken.
De bouw en huur van de rijtuigen werd gesponsord door de National Westminster Bank wiens logo dan ook op de rijtuigen werd aangebracht. Dit materieel werd ingezet op de hoofdlijn terwijl op de zijlijn een pendeldienst werd onderhouden door een dieseltreinstel van de Ravenglass and Eskalde Railway. Dit dieselstel uit de jaren zeventig droeg de naam Silver Jubilee.

## Het terrein

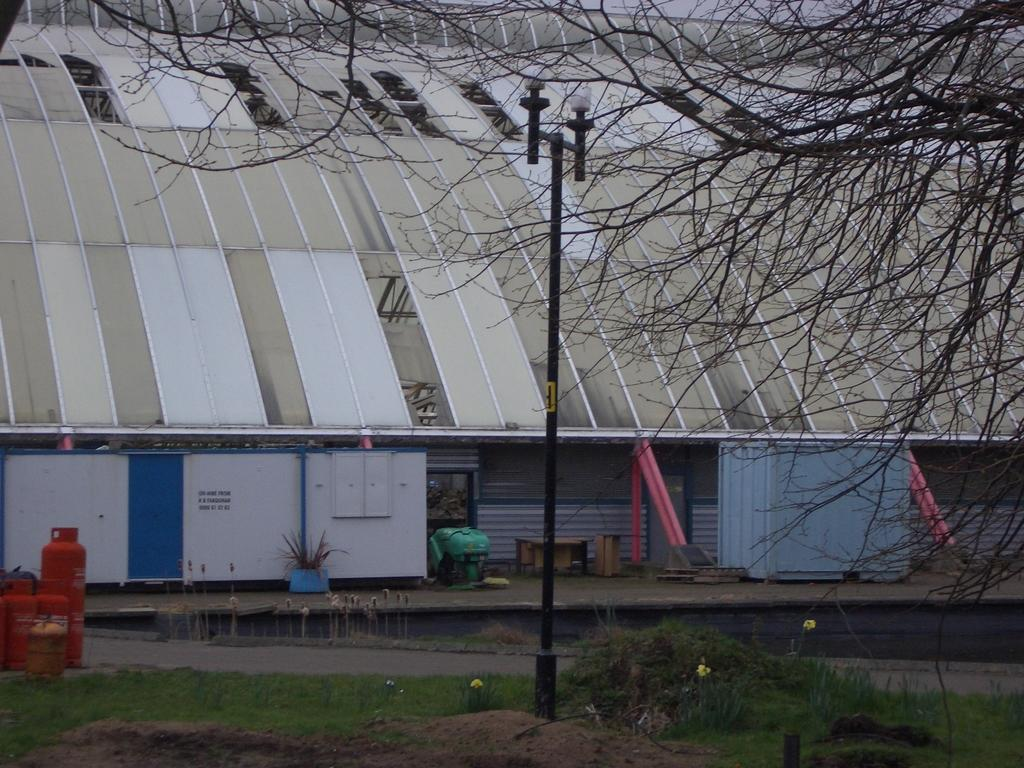
De Festival Hall, eens het middelpunt van het Garden Festival, kort voor de sloop in 2006.

Na afloop van de tentoonstelling kwam het terrein in handen van diverse elkaar opvolgde projectontwikkelaars. Vanaf eind jaren 80 tot 1996 was de Festival Hall in gebruik als Pleasure Island amusement park. De helft van het terrein is gebruikt voor woningbouw en de hal is in 2006 gesloopt. In november 2006 kondigden plaatselijke ondernemers Langtree en Mclean aan dat ze 1000 woningen wilden bouwen op het terrein en de tuinen van de tentoonstelling wilden herstellen.

## Festival Gardens
In september 2009 werd medegedeeld dat, na het verkrijgen van een vergunning van de stad Liverpool, de werkzaamheden in november 2009 zouden beginnen. De werkzaamheden omvatten het herstel van de Chinese en Japanse tuin alsmede de vijvers waterwegen en de beeldhouw paden. Financiering kwam uit verschillende bronnen, waaronder een subsidie van de Northwest Regional Development Agency van £3.7 miljoen.. De werkzaamheden startten in februari 2010 en de Liverpool Festival Gardens werden in 2012 heropend. De Festival Gardens worden nu beheerd door The Land Trust

## Weblinks
- BBC Liverpool: 20 years since the festival showing the site in 1984 and 2004
- Campagne voor herstel van het festival terrein
- Bureau International des Expositions (BIE)
- Community website for the area
- Langtree Group's official page for the Festival Gardens site
- Liverpool Festival Gardens